# Ґалаґан Гнат Іванович
Гнат Іванович Галаган (? — 1748) — український військовий і політичний діяч. Представник козацької старшини з роду Ґалаґанів. Полковник чигиринський (1709—1714) і прилуцький (1714—1739).

## Біографія
Брав участь у Північній війні 1700–1721 років, з 1706 року очолював компанійський полк у військах гетьмана Івана Мазепи.
Кінець 1708 — зрадив Мазепу і перейшов на бік Петра I.
Березень 1709 — Іван Скоропадський призначив його чигиринським полковником
14 травня 1709 року допоміг царським військам полковника П. Яковлєва зруйнувати Запорізьку Січ, яка була тоді майже беззбройна — у ній лишилися тільки старі козаки, отамани та полковники, які вже своє відвоювали. Січовий отаман Яким Богуш вирішив все-ж таки дати бій, унаслідок чого майже всі запорожці загинули, а тих, що здалися в полон, Ґалаґан посадив на палю та пустив на плотах вниз по Дніпру на пострах тим козакам, які ховалися у плавнях.
Участь Ґалаґана у розгромі Запоріжжя була доказом його вірності до царя Петра І, так він віддячив за призначення полковником в Чигирин.
У 1711—1712 рр. брав участь у насильницькому переселенні (згоні) населення Правобережної України в Лівобережну, за що був винагороджений російською владою та І. Скоропадським.
Запорожці, які вціліли після погрому Січі, вважали Ґалаґана своїм особистим ворогом, і у 1710–1711 рр. повсякчас полювали за ним та його майном на Правобережжі, через що Ґалаґан не міг нормально організувати тут своє господарство. Це змусило його звернутися до Скоропадського з проханням перевести своє майно та худобу на розташування в Прилуцький полк на Лівобережжі, на що отримав згоду.
У Прилуцькому полку Ґалаґан став вкорінюватися та купувати землю, продовжуючи перебувати ще на посаді чигиринського полковника, що після згону козацтва з Правобережжя полегшило йому отримання полковництва у Прилуцькому полку (полковник у 1714–1739 рр.).
Одержав від Петра І земельні володіння.
Брав участь у Дербентському (1722 р.) та польському (1733 р.) походах.
1723 — разом із іншою старшиною підписав Коломацькі статті до царя, в яких обстоювалася автономія України (це не мало негативних наслідків для його кар'єри).
Син Ґалаґан Григорій Гнатович (1716–1777) теж був прилуцьким полковником (1739–1763).
Шевченко називає його «поганим» за те, що він допомагав царським військам руйнувати Січ і розправлятися з запорожцями. Пізніше у повісті «Музыкант» Шевченко згадав Гната Ґалаґана, який «первый отложился от Мазепы и передался царю Петру, за что и был, по смерти полковника Носа, возведен в звание прилуцкого полковника и одарен великими маетностями в том же полку».
В енциклопедії Євгена Онацького Гнат Ґалаґан представлений як «...тип мерзенного зрадника-запроданця... що був полковником у Мазепи, якого зрадив і почав усячески вислужуватись Москві, а потім... прославився своїми здирствами з підвладного йому населення».